# Lista episoadelor din Monk

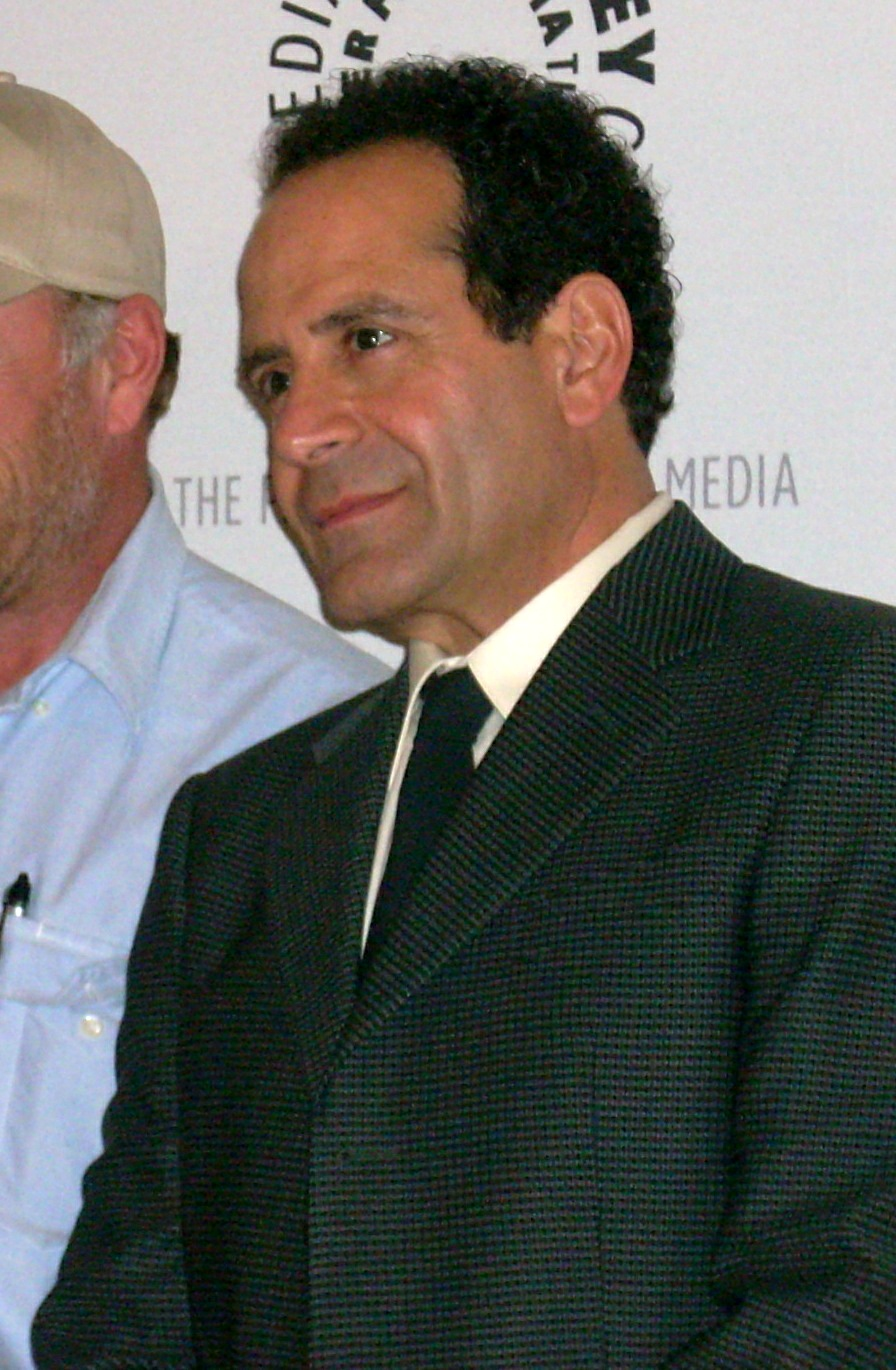
Tony Shalhoub interpretează rolul lui Monk

Monk este un serial american, care a fost difuzat inițial de USA Network, în perioada 2002 și 2009. Serialul are 125 de episoade împărțite în 8 sezoane. Filmările la serial au fost încheiate. Aceasta este lista episoadelor din Monk:

## Sumar
| Sezonul | Sezonul | Episoade | Premiera                          | Premiera pe DVD  | Premiera pe DVD    | Premiera pe DVD    | Premiera pe DVD |
| Sezonul | Sezonul | Episoade | Premiera                          | Regiunea 1       | Regiunea 2         | Regiunea 4         | Discuri         |
| ------- | ------- | -------- | --------------------------------- | ---------------- | ------------------ | ------------------ | --------------- |
|         | 1       | 13       | 12 iulie 2002 – 18 octombrie 2002 | 15 iunie 2004    | 27 decembrie 2004  | 18 ianuarie 2005   | 4               |
|         | 2       | 16       | 20 iunie 2003 – 5 martie 2004     | 11 ianuarie 2005 | 18 iulie 2005      | 21 septembrie 2005 | 4               |
|         | 3       | 16       | 18 iunie 2004 – 4 martie 2005     | 5 iulie 2005     | 27 februarie 2006  | 22 martie 2006     | 4               |
|         | 4       | 16       | 8 iulie 2005 – 17 martie 2006     | 27 iunie 2006    | 18 septembrie 2006 | 15 noiembrie 2006  | 4               |
|         | 5       | 16       | 7 iulie 2006 – 2 martie 2007      | 26 iunie 2007    | 17 septembrie 2007 | 1 aprilie 2009     | 4               |
|         | 6       | 16       | 13 iulie 2007 – 22 februarie 2008 | 8 iulie 2008     | 8 septembrie 2008  | 3 februarie 2010   | 4               |
|         | 7       | 16       | 18 iulie 2008 – 20 februarie 2009 | 21 iulie 2009    | 23 august 2010     | 30 iunie 2010      | 4               |
|         | 8       | 16       | 7 august 2009 – 4 decembrie 2009  | 16 martie 2010   | 9 mai 2011         | 1 decembrie 2010   | 4               |
| Total   | Total   | 125      | 12 iulie 2002 – 4 decembrie 2009  | 5 octombrie 2010 | august 2011        | TBA                | 32              |

## Sezonul 1 (2002)
| Nr. | Titlul original                      | Titlul ro | Premiera           | Sezon/episod |
| --- | ------------------------------------ | --------- | ------------------ | ------------ |
| 001 | Mr. Monk and the Candidate (Part 1)  |           | 12 iulie 2002      | #1.01        |
| 002 | Mr. Monk and the Candidate (Part 2)  |           | 12 iulie 2002      | #1.02        |
| 003 | Mr. Monk and the Psychic             |           | 19 iulie 2002      | #1.03        |
| 004 | Mr. Monk Meets Dale the Whale        |           | 26 iulie 2002      | #1.04        |
| 005 | Mr. Monk Goes to the Carnival        |           | 2 august 2002      | #1.05        |
| 006 | Mr. Monk Goes to the Asylum          |           | 9 august 2002      | #1.06        |
| 007 | Mr. Monk and the Billionaire Mugger  |           | 16 august 2002     | #1.07        |
| 008 | Mr. Monk and the Other Woman         |           | 23 august 2002     | #1.08        |
| 009 | Mr. Monk and the Marathon Man        |           | 13 septembrie 2002 | #1.09        |
| 010 | Mr. Monk Takes a Vacation            |           | 20 septembrie 2002 | #1.10        |
| 011 | Mr. Monk and the Earthquake          |           | 4 octombrie 2002   | #1.11        |
| 012 | Mr. Monk and the Red-Headed Stranger |           | 11 octombrie 2002  | #1.12        |
| 013 | Mr. Monk and the Airplane            |           | 18 octombrie 2002  | #1.13        |

## Sezonul 2 (2003-2004)
| Nr. | Titlul original                    | Titlul ro | Premiera          | Sezon/episod |
| --- | ---------------------------------- | --------- | ----------------- | ------------ |
| 014 | Mr. Monk Goes Back to School       |           | 20 iunie 2003     | #2.01        |
| 015 | Mr. Monk Goes to Mexico            |           | 27 iunie 2003     | #2.02        |
| 016 | Mr. Monk Goes to the Ballgame      |           | 11 iulie 2003     | #2.03        |
| 017 | Mr. Monk Goes to the Circus        |           | 18 iulie 2003     | #2.04        |
| 018 | Mr. Monk and the Very Very Old Man |           | 25 iulie 2003     | #2.05        |
| 019 | Mr. Monk Goes to the Theater       |           | 1 august 2003     | #2.06        |
| 020 | Mr. Monk and the Sleeping Suspect  |           | 8 august 2003     | #2.07        |
| 021 | Mr. Monk Meets the Playboy         |           | 15 august 2003    | #2.08        |
| 022 | Mr. Monk and the 12th Man          |           | 22 august 2003    | #2.09        |
| 023 | Mr. Monk and the Paperboy          |           | 16 ianuarie 2004  | #2.10        |
| 024 | Mr. Monk and the Three Pies        |           | 23 ianuarie 2004  | #2.11        |
| 025 | Mr. Monk and the TV Star           |           | 30 ianuarie 2004  | #2.12        |
| 026 | Mr. Monk and the Missing Granny    |           | 6 februarie 2004  | #2.13        |
| 027 | Mr. Monk and the Captain's Wife    |           | 13 februarie 2004 | #2.14        |
| 028 | Mr. Monk Gets Married              |           | 27 februarie 2004 | #2.15        |
| 029 | Mr. Monk Goes to Jail              |           | 5 martie 2004     | #2.16        |

## Sezonul 3 (2004-2005)
| Nr. | Titlul original                        | Titlul ro | Premiera          | Sezon/episod |
| --- | -------------------------------------- | --------- | ----------------- | ------------ |
| 030 | Mr. Monk Takes Manhattan               |           | 18 iunie 2004     | #3.01        |
| 031 | Mr. Monk Meets the Godfather           |           | 25 iunie 2004     | #3.02        |
| 032 | Mr. Monk and the Panic Room            |           | 9 iulie 2004      | #3.03        |
| 033 | Mr. Monk Gets Fired                    |           | 16 iulie 2004     | #3.04        |
| 034 | Mr. Monk and the Blackout              |           | 23 iulie 2004     | #3.05        |
| 035 | Mr. Monk Takes His Medicine            |           | 30 iulie 2004     | #3.06        |
| 036 | Mr. Monk and the Girl Who Cried Wolf   |           | 6 august 2004     | #3.07        |
| 037 | Mr. Monk and the Employee of the Month |           | 13 august 2004    | #3.08        |
| 038 | Mr. Monk and the Game Show             |           | 20 august 2004    | #3.09        |
| 039 | Mr. Monk and the Red Herring           |           | 21 ianuarie 2005  | #3.10        |
| 040 | Mr. Monk Gets Cabin Fever              |           | 4 ianuarie 2005   | #3.11        |
| 041 | Mr. Monk vs. the Cobra                 |           | 28 ianuarie 2005  | #3.12        |
| 042 | Mr. Monk and the Election              |           | 25 februarie 2005 | #3.13        |
| 043 | Mr. Monk Gets Stuck in Traffic         |           | 11 februarie 2005 | #3.14        |
| 044 | Mr. Monk and the Kid                   |           | 4 martie 2005     | #3.15        |
| 045 | Mr. Monk Goes to Vegas                 |           | 18 februarie 2005 | #3.16        |

## Sezonul 4 (2005-2006)
| Nr. | Titlul original                     | Titlul ro | Premiera         | Sezon/episod |
| --- | ----------------------------------- | --------- | ---------------- | ------------ |
| 046 | Mr. Monk and the Other Detective    |           | 8 iulie 2005     | #4.01        |
| 047 | Mr. Monk Goes Home Again            |           | 15 iulie 2005    | #4.02        |
| 048 | Mr. Monk Stays in Bed               |           | 22 iulie 2005    | #4.03        |
| 049 | Mr. Monk Goes to the Office         |           | 29 iulie 2005    | #4.04        |
| 050 | Mr. Monk Gets Drunk                 |           | 5 august 2005    | #4.05        |
| 051 | Mr. Monk and Mrs. Monk              |           | 12 august 2005   | #4.06        |
| 052 | Mr. Monk Goes to a Wedding          |           | 19 august 2005   | #4.07        |
| 053 | Mr. Monk and Little Monk            |           | 26 august 2005   | #4.08        |
| 054 | Mr. Monk and the Secret Santa       |           | 2 decembrie 2005 | #4.09        |
| 055 | Mr. Monk Goes to a Fashion Show     |           | 13 ianuarie 2006 | #4.10        |
| 056 | Mr. Monk Bumps His Head             |           | 20 ianuarie 2006 | #4.11        |
| 057 | Mr. Monk and the Captain's Marriage |           | 27 ianuarie 2006 | #4.12        |
| 058 | Mr. Monk and the Big Reward         |           | 3 februarie 2006 | #4.13        |
| 059 | Mr. Monk and the Astronaut          |           | 3 martie 2006    | #4.14        |
| 060 | Mr. Monk Goes to the Dentist        |           | 10 martie 2006   | #4.15        |
| 061 | Mr. Monk Gets Jury Duty             |           | 17 martie 2006   | #4.16        |

## Sezonul 5 (2006–2007)
| Nr. | Titlul original                          | Titlul ro | Premiera          | Sezon/episod |
| --- | ---------------------------------------- | --------- | ----------------- | ------------ |
| 062 | Mr. Monk and the Actor                   |           | 7 iulie 2006      | #5.01        |
| 063 | Mr. Monk and the Garbage Strike          |           | 14 iulie 2006     | #5.02        |
| 064 | Mr. Monk and the Big Game                |           | 21 iulie 2006     | #5.03        |
| 065 | Mr. Monk Can't See a Thing               |           | 28 iulie 2006     | #5.04        |
| 066 | Mr. Monk, Private Eye                    |           | 4 august 2006     | #5.05        |
| 067 | Mr. Monk and the Class Reunion           |           | 11 august 2006    | #5.06        |
| 068 | Mr. Monk Gets a New Shrink               |           | 18 august 2006    | #5.07        |
| 069 | Mr. Monk Goes to a Rock Concert          |           | 25 august 2006    | #5.08        |
| 070 | Mr. Monk Meets His Dad                   |           | 17 noiembrie 2006 | #5.09        |
| 071 | Mr. Monk and the Leper                   |           | 22 decembrie 2006 | #5.10        |
| 072 | Mr. Monk Makes a Friend                  |           | 19 ianuarie 2007  | #5.11        |
| 073 | Mr. Monk Is at Your Service              |           | 26 ianuarie 2007  | #5.12        |
| 074 | Mr. Monk Is on the Air                   |           | 2 februarie 2007  | #5.13        |
| 075 | Mr. Monk Visits a Farm                   |           | 9 februarie 2007  | #5.14        |
| 076 | Mr. Monk and the Really, Really Dead Guy |           | 23 februarie 2007 | #5.15        |
| 077 | Mr. Monk Goes to the Hospital            |           | 2 martie 2007     | #5.16        |

## Sezonul 6 (2007–2008)
| Nr. | Titlul original                     | Titlul ro | Premiera           | Sezon/episod |
| --- | ----------------------------------- | --------- | ------------------ | ------------ |
| 078 | Mr. Monk and His Biggest Fan        |           | 13 iulie 2007      | #6.01        |
| 079 | Mr. Monk and the Rapper             |           | 20 iulie 2007      | #6.02        |
| 080 | Mr. Monk and the Naked Man          |           | 27 iulie 2007      | #6.03        |
| 081 | Mr. Monk and the Bad Girlfriend     |           | 3 august 2007      | #6.04        |
| 082 | Mr. Monk and the Birds and the Bees |           | 10 august 2007     | #6.05        |
| 083 | Mr. Monk and the Buried Treasure    |           | 17 august 2007     | #6.06        |
| 084 | Mr. Monk and the Daredevil          |           | 24 august 2007     | #6.07        |
| 085 | Mr. Monk and the Wrong Man          |           | 7 septembrie 2007  | #6.08        |
| 086 | Mr. Monk Is Up All Night            |           | 14 septembrie 2007 | #6.09        |
| 087 | Mr. Monk and the Man Who Shot Santa |           | 7 decembrie 2007   | #6.10        |
| 088 | Mr. Monk Joins a Cult               |           | 11 ianuarie 2008   | #6.11        |
| 089 | Mr. Monk Goes to the Bank           |           | 18 ianuarie 2008   | #6.12        |
| 090 | Mr. Monk and the Three Julies       |           | 25 ianuarie 2008   | #6.13        |
| 091 | Mr. Monk Paints His Masterpiece     |           | 1 februarie 2008   | #6.14        |
| 092 | Mr. Monk Is On The Run (Part 1)     |           | 15 februarie 2008  | #6.15        |
| 093 | Mr. Monk Is On The Run (Part 2)     |           | 22 februarie 2008  | #6.16        |

## Sezonul 7 (2008–2009)
| Nr. | Titlul original                 | Titlul ro | Premiera           | Sezon/episod |
| --- | ------------------------------- | --------- | ------------------ | ------------ |
| 094 | Mr. Monk Buys a House           |           | 18 iulie 2008      | #7.01        |
| 095 | Mr. Monk and The Genius         |           | 25 iulie 2008      | #7.02        |
| 096 | Mr. Monk Gets Lotto Fever       |           | 1 august 2008      | #7.03        |
| 097 | Mr. Monk Takes a Punch          |           | 8 august 2008      | #7.04        |
| 098 | Mr. Monk Is Underwater          |           | 15 august 2008     | #7.05        |
| 099 | Mr. Monk Falls in Love          |           | 22 august 2008     | #7.06        |
| 100 | Mr. Monk's 100th Case           |           | 5 septembrie 2008  | #7.07        |
| 101 | Mr. Monk Gets Hypnotized        |           | 12 septembrie 2008 | #7.08        |
| 102 | Mr. Monk and the Miracle        |           | 28 noiembrie 2008  | #7.09        |
| 103 | Mr. Monk's Other Brother        |           | 9 ianuarie 2009    | #7.10        |
| 104 | Mr. Monk on Wheels              |           | 16 ianuarie 2009   | #7.11        |
| 105 | Mr. Monk and the Lady Next Door |           | 23 ianuarie 2009   | #7.12        |
| 106 | Mr. Monk Makes the Playoffs     |           | 30 ianuarie 2009   | #7.13        |
| 107 | Mr. Monk and the Bully          |           | 6 februarie 2009   | #7.14        |
| 108 | Mr. Monk and the Magician       |           | 13 februarie 2009  | #7.15        |
| 109 | Mr. Monk Fights City Hall       |           | 20 februarie 2009  | #7.16        |

## Sezonul 8 (2009)
| Nr. | Titlul original                 | Titlul ro | Premiera           | Sezon/episod |
| --- | ------------------------------- | --------- | ------------------ | ------------ |
| 110 | Mr. Monk's Favorite Show        |           | 7 august 2009      | #8.01        |
| 111 | Mr. Monk and the Foreign Man    |           | 14 august 2009     | #8.02        |
| 112 | Mr. Monk and the UFO            |           | 21 august 2009     | #8.03        |
| 113 | Mr. Monk is Someone Else        |           | 28 august 2009     | #8.04        |
| 114 | Mr. Monk Takes the Stand        |           | 11 septembrie 2009 | #8.05        |
| 115 | Mr. Monk and the Critic         |           | 18 septembrie 2009 | #8.06        |
| 116 | Mr. Monk and the Voodoo Curse   |           | 25 septembrie 2009 | #8.07        |
| 117 | Mr. Monk Goes to Group Therapy  |           | 9 octombrie 2009   | #8.08        |
| 118 | Happy Birthday, Mr. Monk        |           | 16 octombrie 2009  | #8.09        |
| 119 | Mr. Monk and Sharona            |           | 23 octombrie 2009  | #8.10        |
| 120 | Mr. Monk and the Dog            |           | 30 octombrie 2009  | #8.11        |
| 121 | Mr. Monk Goes Camping           |           | 6 noiembrie 2009   | #8.12        |
| 122 | Mr. Monk Is the Best Man        |           | 13 noiembrie 2009  | #8.13        |
| 123 | Mr. Monk and the Badge          |           | 20 noiembrie 2009  | #8.14        |
| 124 | Mr. Monk and the End (part one) |           | 27 noiembrie 2009  | #8.15        |
| 125 | Mr. Monk and the End (part two) |           | 4 decembrie 2009   | #8.16        |